# Bobby Jindal
Piyush Bobby Jindal (Baton Rouge, Luisiana, 10 de junio de 1971) es un político estadounidense, gobernador del estado de Luisiana desde 2008 hasta 2016.

## Biografía
Hijo de padres emigrantes de India, católico, licenciado en política por Oxford. En un artículo publicado en el boletín de la Fundación Burke destacaba más elementos a tener en cuenta en la biografía de Jindal: tiene tres títulos universitarios (biología, políticas públicas y ciencias políticas) y se convirtió al catolicismo cursando estudios en la Brown University, impulsado por la actividad pastoral de los dominicos en el centro. 
Previamente a haber sido elegido gobernador, desde el 2004 fue miembro de la Cámara de Representantes de los Estados Unidos por el 1.er distrito electoral del estado de Luisiana. Jindal fue reelegido al congreso en las elecciones de 2006 con el 88 % de los votos.
El 20 de octubre de 2007, Jindal fue elegido gobernador de Luisiana, ganando contra otros tres candidatos y obteniendo el 54 % de apoyo de los votantes. Con 36 años de edad, Jindal se convirtió en el gobernador en ejercicio más joven de los Estados Unidos. También es el primer gobernador de raza no blanca que asume en Luisiana desde P. B. S. Pinchback durante la reconstrucción, y el primer indio-americano que es elegido gobernador de un estado de Estados Unidos.
Después de las elecciones presidenciales de 2008, su nombre comenzó a sonar como potencial candidato a la presidencia para 2012. También se especuló con su posible candidatura vicepresidencial junto a Mitt Romney.

## Actualidad
Tras la derrota de Mitt Romney en las elecciones de noviembre de 2012, el nombre de Jindal, entre otros gobernadores exitosos, se menciona con insistencia como figura de recambio en un Partido Republicano que desesperadamente necesita una nueva imagen y, especialmente, diferenciarse de un estereotipo de "partido de hombres blancos, ricos y viejos".